# Кентавры (фильм)
«Кентавры» — советский двухсерийный фильм кинорежиссёра Витаутаса Жалакявичюса, снятый в жанре социально-политической драмы. Завершающая часть «латиноамериканской трилогии» («Вся правда о Колумбе», «Это сладкое слово — свобода!»). Совместное производство с кинопроизводителями Венгрии, Чехословакии и Колумбии.

## Сюжет
Действие происходит в неназванном государстве Латинской Америки (подразумевается Чили). В военных кругах зреет заговор, подогреваемый зарубежными спецслужбами. Акция под кодовым названием «Кентавр» задумана в Вашингтоне. Народ верит в президента, но заговорщики во главе с генералом Пином набирают силу для организации переворота.

## В ролях
- Донатас Банионис — президент (озвучил Игорь Кваша)
- Регимантас Адомайтис — Орландо, директор бюро расследований (серия 1), в отставке с должности (серия 2) (озвучил Вячеслав Шалевич)
- Маргит Лукач — Анхелика, жена президента
- Евгений Лебедев — Пин, генерал, в 1-й серии — начальник штаба сухопутных войск республики, во 2-й серии — главнокомандующий вооруженными силами республики
- Дьюла Бенкё — Каталан, генерал, главнокомандующий вооруженными силами республики (серия 1), в отставке (серия 2) (озвучил Феликс Яворский)
- Елена Ивочкина — Анна-Мария, жена Орландо (озвучила Елена Соловей)
- Ирен Шютё — мать Анны-Марии
- Геннадий Бортников — Анибал, брат Анны-Марии
- Итка Зеленогорская — Джули (озвучила Светлана Старикова)
- Валентин Гафт — Андрес, помощник Орландо, со 2-й серии — директор бюро расследований, заговорщик
- Ион Унгуряну — Серхио Тороа, министр, со 2-й серии — генеральный директор безопасности республики
- Михай Волонтир — Эваристо, друг и агент Орландо
- Бруно Оя — Бруно Нильссон, шведский журналист (озвучил Олег Мокшанцев)
- Валерий Анисимов — Грец, капитан
- Кахи Кавсадзе — Уго, бармен (озвучил Леонид Каневский)
- Валерий Кузин — генерал армии республики
- Нодар Мгалоблишвили — Мигель, министр
- Юозас Будрайтис — Раймон (озвучил Рудольф Панков)
- Ласло Хорват — майор Конча (озвучил Олег Мокшанцев)
- Габор Маркали — младший брат Анны-Марии (озвучил Лев Прыгунов)
- Думитру Фусу

## Музыка
В фильме использованы фрагменты симфонии № 25 соль минор Вольфганга Амадея Моцарта.

## Награды
- 1979 год — Главный приз «Фестиваля Свободы» в Сопоте
- 1979 год — 12 Всесоюзный кинофестиваль в Ашхабаде:[2]
  - Главный приз по разделу художественных фильмов;
  - Приз за лучший сценарий (Витаутас Жалакявичус).
  - Приз за операторскую работу (Павел Лебешев).
  - Приз за изобразительное решение (Леван Шенгелия).